# Knurów
Knurów ( [ˈknuruf]IPA, německy Knurow, řidčeji Knauersdorf) je město v jižním Polsku ve Slezském vojvodství v okrese Hlivice. Leží na historickém území Horního Slezska na okraji katovické konurbace, jižně od Hlivic. V prosinci 2022 zde žilo 35 899 obyvatel, a je tak čtvrtým největším městem v Polsku, které není sídlem okresu. Zároveň se jedná o jediné neokresní město v Polsku, jehož výkonným orgánem je starosta (a nikoli primátor).

## Historie
Jako vesnice byl Knurów založen během středověké velké kolonizace, první písemná zmínka pochází z roku 1305. V rámci Opolského knížectví tvořil součást Koruny království českého a Habsburské monarchie. Po slezských válkách připadl Prusku a v německém státě setrval do roku 1922, kdy byl při rozdělení Horního Slezska přičleněn k Polsku. V té době státní hranice vedla severním okrajem obce, přirozené administrativní a kulturní centrum v podobě města Hlivice patřilo k Německu až do konce druhé světové války.
Rozvoj původně zemědělské obce výrazně podnítilo objevení bohatých ložisek černého uhlí na konci 19. století a následné otevření dolu Knurów v roce 1903. V prvních dvou dekádách 20. století vyrostly vedle staré venkovské zástavby dělnické kolonie navržené cášským architektem a urbanistou Karlem Henricim. Zejména tzv. Třetí kolonie v oblasti kolem dnešních ulic Dworcowa a Słonimy, do níž se promítají ideje zahradního města, představuje významnou knurovskou památku.
V roce 1951 Knurów získal status města a zároveň k němu byly připojeny dosud samostatné obce Krywałd (Kriewald) a Szczygłowice (Scziglowitz). W Szczygłowicich byl roku 1961 zprovozněn další černouhelný důl Szczygłowice. Oba jsou dosud v provozu a roku 2009 byly spojeny do jednoho podniku s názvem KWK Knurów-Szczygłowice, který patří společnosti Jastrzębska Spółka Węglowa.

## Doprava
Knurów je napojen na dálnici A1, nejvýznamnější polskou spojnici ve směru sever–jih. Od roku 2018 byl obnoven osobní provoz na železniční trati Hlivice – Rybnik přes Knurów. Městskou autobusovou dopravu zajišťují linky integrovaného systému katovické aglomerace (Zarząd Transportu Metropolitalnego, ZTM).